# Deportivo San Pedro
Deportivo San Pedro Fútbol Club – gwatemalski klub piłkarski z siedzibą w mieście San Pedro Sacatepéquez, w departamencie San Marcos. Występuje w rozgrywkach Primera División. Domowe mecze rozgrywa na obiekcie Estadio Municipal de San Pedro Sacatepéquez.

## Osiągnięcia
- finał pucharu Gwatemali (1): 2018/2019

## Historia
Przez cały okres swojego istnienia klub występował w niższych ligach gwatemalskich. Przede wszystkim grał w drugiej lidze – najpierw nieprzerwanie przez kilkanaście lat do 2015 roku, następnie w latach 2016–2017, a w 2018 roku awansował do niej po raz trzeci. Największym sukcesem w jego historii jest dotarcie do finału pucharu Gwatemali (2018/2019), gdzie uległ w dwumeczu Cobán Imperial (1:2, 0:2).

## Trenerzy
- Rafael Díaz (2012)[3]
- Javier González (2015)[4]
- Julio Englenton Chuga (2015)[4]
- Adrián Barrios (2018–2019)[2]
- Roberto Gamarra (2019)[5]
- Alberto Salguero (2019)[5]
- Francisco Melgar (2020)[6]
- Sergio Guevara (2021)[7]
- Walter Claverí (2021)[8]
- Gustavo Reinoso (2021)
- Edwin Vásquez (od 2021)